# 2B4
 (mai 2015).
Si vous disposez d'ouvrages ou d'articles de référence ou si vous connaissez des sites web de qualité traitant du thème abordé ici, merci de compléter l'article en donnant les références utiles à sa vérifiabilité et en les liant à la section « Notes et références ».
Le CD 244, également connu sous le nom 2B4, est un marqueur membranaire retrouvé sur les cellules NK, les monocytes, les basophiles et certains types de cellules T CD8. Son ligand est la molécule CD48, notamment présent sur une large gamme de cellules hématopoïétiques.
Le gène du CD244 est situé sur le chromosome 1 chez l'Homme.